# 王树芝
王树芝（1920年—），男，直隶（今河北）磁县人，生于河南信阳，中华人民共和国政治人物，曾任辽宁省政协副主席。